# Sistema Técnico de Unidades
Aunque no hay un sistema normalizado de modo formal, suele ser habitual aplicar el nombre de Sistema Técnico de Unidades al basado en el sistema métrico decimal y que toma el metro o el centímetro como unidad de longitud, el kilogramo-fuerza o kilopondio como unidad de fuerza, el segundo como unidad de tiempo y la caloría como unidad de cantidad de calor. Al estar basado en el peso de la Tierra, también recibe los nombres de sistema gravitatorio (o gravitacional) de unidades y sistema terrestre de unidades.

## Unidades fundamentales
Al no estar definido formalmente por un organismo regulador, el sistema técnico en sí no define las unidades, sino que toma las definiciones de organismos internacionales, en concreto la Conferencia General de Pesas y Medidas (CGPM). Además, puede haber variaciones según la época, el lugar o las necesidades de algún área en particular. Sin embargo, hay bastante coincidencia en considerar como fundamentales el metro, el kilogramo-fuerza o kilopondio y el segundo.

### Distancia
La unidad de distancia es el metro, de símbolo m. La misma definición del SI.

### Fuerza
La unidad de fuerza es el kilogramo-fuerza o kilopondio, de símbolos kgf y kp, respectivamente, definido como el peso que tiene un cuerpo de 1 kilogramo de masa (SI) en condiciones terrestres de gravedad normal (g = 9,80665 m/s²); por tanto esta unidad es invariable y no depende de la gravedad local.
La norma ISO 80000 en su anexo C, que informa sobre equivalencias con unidades desaconsejadas, lo define como 1 kgf = 9,806 65 N, al tiempo que aclara: Se han usado los símbolos kgf (kilogramo-fuerza) y kp (kilopondio). Esta unidad debe distinguirse del peso local de un cuerpo que tiene la masa de un 1 kg.

### Tiempo
La unidad de tiempo es el segundo, de símbolo s. La misma definición del SI.

### Temperatura
Se añade además la temperatura a efectos termodinámicos para los sistemas técnicos de unidades. En los sistemas técnicos se ha preferido el grado Celsius, con la misma definición del SI.

## Unidades derivadas
Las demás unidades del sistema técnico (velocidad, masa, trabajo, etc.) se derivan de las anteriores mediante leyes físicas. Por ello se llaman unidades derivadas.

### Masa
La unidad de masa se deriva usando la segunda ley de Newton: F = m · a, es decir
m = F/a
y queda definida como aquella masa que adquiere una aceleración de 1 m/s² cuando se le aplica una fuerza de 1 kilopondio (o kilogramo-fuerza). No teniendo un nombre específico, se le llama unidad técnica de masa, que se abrevia u.t.m. (no tiene símbolo de unidad):
1 u.t.m. = 1 kp/(1 m/s²) (definición)

### Energía, trabajo
Energía mecánica.
El trabajo y la energía mecánicos se expresan en kilopondímetros (kpm) o kilográmetros (kgm) = kilopondios (o kilogramos-fuerza) · metro
Definición: Un kilográmetro o kilopondímetro es el trabajo que realiza una fuerza de 1 kilopondio o kilogramo-fuerza, cuando desplaza su punto de aplicación una distancia de 1 metro en su misma dirección:
1 kilográmetro o kilopondímetro = 1 kgf (kilogramo-fuerza o kilopondio) × 1 metro
1 kgm o kpm = 1 kgf × 1 m (definición)
Cantidad de calor.
En los sistemas técnicos de unidades se adopta la costumbre, anterior al SI, de considerar la cantidad de calor como una magnitud independiente de la energía mecánica, por lo que tiene una unidad específica.
Como unidad de cantidad de calor se toma la caloría, aunque cuando resulta poco práctica por ser una unidad muy pequeña se toma su múltiplo, la kilocaloría. También se ha utilizado otro múltiplo más grande, la termia (símbolo th) igual a un millón de calorías o una megacaloría (1 Mcal). La definición de ambas unidades es la dada por la CGPM. La CGPM considera que hoy no es necesario mantener esta separación y por tanto, al igual que el kilopondio, en el Sistema Internacional de Unidades no se usa.

### Potencia
Para la potencia se emplean tres tipos de unidades, según se trate de potencia mecánica, de potencia calorífica o de potencia eléctrica.
Potencia mecánica.
Se usa el caballo de vapor (CV)
1 CV = 735,49875 W (vatio)
Potencia calorífica
Se utilizaba la caloría por hora (cal/h) o, más frecuentemente, la kilocaloría por hora (kcal/h):
1 kcal/h = 1000 cal/h = 1,1630556 W (vatio).
También se usaba la termia por hora (th/h), siendo la termia igual a 1 Mcal, es decir:
1 th/h = 1 Mcal/h = 1163,0556 kW = 1,1630556 MW
Finalmente se utilizaba la frigoría por hora (fg/h), siendo la frigoria igual a −1 kcal, es decir:
1 fg/h = −1 kcal/h = −1000 cal/h = −1,1630556 W (vatio).

Potencia eléctrica

Se utiliza el vatio (W) definido por la CGPM.

### Presión
La presión se expresa en kgf/m² (kilogramo-fuerza por metro cuadrado). No tiene nombre específico.
Como el kgf/m² es una unidad muy pequeña, suele utilizarse el (kilogramo-fuerza por centímetro cuadrado), kgf/cm², que recibe el nombre de atmósfera técnica (símbolo: at) cuyo valor se corresponde aproximadamente con la presión atmosférica normal, y es aproximadamente igual al del bar (1 bar = 1,01972 kgf/cm²). En el habla común, también es costumbre referirse a esta unidad como kilos de presión.
1 kgf/cm² = 98 066,5 Pa = 1 at = 0,98067 bar
Por ejemplo, los neumáticos de un automóvil suelen inflarse para tener una presión de unos 2 kgf/cm²; en muchos países, para este menester, se utiliza ya el bar, muy próximo al kgf/cm².
En fontanería y riegos, era muy usada la unidad de presión denominada metro de columna de agua (m.c.a. o mH2O) que es la presión ejercida sobre su base por una columna de agua de un metro de altura. Se utiliza como submúltiplo el milímetro de columna de agua (mm.c.a).
1 m.c.a. = 0,1 kgf/cm² = 0,1 at = 9806,65 Pa = 0,098067 bar
1 at = 10 m.c.a.
1 m.c.a. = 1000 mm.c.a.
En otras técnicas, como la medicina, se utiliza el milímetro de mercurio, con una definición semejante a m.c.a. pero empleando el mercurio, unidad que pasó a llamarse torricelli (torr) y que equivale a:
1 torr = 0,013593 m.c.a. = 133,3 Pa
Ya citada, también se definió la atmósfera técnica (at), redondeando el valor de la presión atmosférica normal para que coincidiera con unidades definidas. La presión atmosférica normal es de 10,33 m.c.a o 1,033 kgf/cm², así que se redondeó a:
1 at = 1 kgf/cm² = 10 m.c.a.

## Equivalencias entre el Sistema Técnico y el S. I.
1 kp = 9,80665 N ≈ 1 daN
1 u.t.m. = 9,80665 kg
1 kpm (o kgm) = 9,80665 J
1 kp/m² = 9,80665 Pa
1 kp/cm² = 98,0665 kPa (kilopascales)

## Usos
Hasta la aprobación del Sistema Internacional de Unidades, los sistemas técnicos se fueron desarrollando ante la necesidad de unidades que fueran adecuadas a los fenómenos ordinarios (unidades prácticas) frente al Sistema Cegesimal de Unidades imperante en física teórica (unidades absolutas).
Los sistemas técnicos de unidades se emplearon sobre todo en ingeniería. Aunque se sigue empleando en ocasiones, actualmente el sistema técnico está cayendo en desuso, tras la adopción del Sistema Internacional de Unidades como único sistema legal de unidades en casi todas las naciones.

## Diferencias entre el kilopondio y el kilogramo
En general sigue habiendo cierta confusión entre los conceptos de peso y masa, lo cual influye en que, en la vida diaria, el kilogramo-fuerza siga vigente en los hechos: «peso 60 kilos, pero en la Luna pesaría solamente 10 kilos», «si estoy en caída libre, no peso nada», aunque en todos los casos la masa es siempre la misma: 60 kg. A pesar de que desde el punto de vista metrológico lo que realmente se usa es el kilogramo, medido con la ayuda de una de las propiedades de la masa, que es atracción gravitatoria (y que sería el principio de medida en la terminología del JCGM). Los sistemas de pesas y medidas modernos normalmente se calibran para que el resultado sea la masa de los cuerpos que se someten a la medición, no la fuerza de atracción que, localmente, pueda experimentar esa masa.
Esta confusión arranca de antiguo, con la creación del sistema métrico decimal. Cuando se creó el kilogramo lo fue como unidad de peso, ya que el sistema fue creado para facilitar el comercio y en este, lo que interesa, es el peso. Aún más, la manera de «pesar» de entonces era con balanzas, en el sentido estricto del término: con dos platillos, uno con la masa a pesar y el otro con pesas calibradas, o bien con una balanza romana que hace lo mismo por medio de un sistema de palancas, es decir, que se comparaban masas, y el resultado era el mismo bajo cualquier gravedad. Setenta y cinco años después, en la Convención del Metro persistía esa definición, puesto que se crearon organismos internacionales para vigilar los patrones del kilogramo y del metro, con el nombre de Oficina Internacional de Pesas y Medidas o Conferencia General de Pesas y Medidas , y no de Masas y Medidas, como correspondería de haberse definido el kilogramo como patrón de masa.
Con la aparición de los pesos de muelle se complicó la cosa: ya no evaluaban (comparaban) masas, sino pesos, pues intervenía la atracción de la gravedad (la deformación del muelle depende de la atracción gravitatoria) y, con el tiempo, las diferentes Conferencias Generales se dieron cuenta de que, para la ciencia, la masa es la unidad fundamental, más importante que el peso que, para la misma masa, puede variar según las condiciones gravitatorias, y en 1901 fijaron el kilogramo como unidad de masa. Lo cual, para la generalidad de la gente, indujo la confusión entre los conceptos de masa y peso.
Por todo ello:
- El Sistema Técnico de Unidades recogió la idea inicial del kilogramo como unidad de peso pero, para evitar confusiones, intentó cambiar el nombre y estableció el kilogramo-fuerza o kilopondio como unidad fundamental, quedando la masa como unidad derivada, la UTM.
- El kilogramo quedó como unidad fundamental de masa, (muchos científicos lo llamaban kilogramo-masa, para diferenciarlo del kilogramo-fuerza) mientras que la fuerza fue definida como una unidad derivada: el newton: 1 N = 1 kg·1 m/1 s². Este cambio de definición se debió al deseo de conservar el kilogramo como unidad fundamental, tanto en la Tierra como en cualquier otro lugar del Universo. Y como unidad de masa llegó al Sistema Internacional.

El tiempo trascurrido desde que se asignó el kilogramo como unidad de masa no ha sido suficiente para aclarar la confusión, de modo que aún persiste, sobre todo en el lenguaje corriente se dice peso 70 kilogramos, cuando lo rigurosamente correcto sería decir mi masa es de 70 kilogramos.
Finalmente, conviene insistir en la forma en que se evalúan masas y pesos. Cuando se emplea un peso de resortes (los más comunes actualmente) la fuerza gravitatoria que ejerce la Tierra sobre el cuerpo del objeto «pesado» es compensada por la fuerza recuperadora del muelle deformado, que es la que se asigna como peso del objeto. Por el contrario, cuando se emplea una balanza o báscula de dos platillos, lo que se hace es comparar los pesos del objeto y el de las pesas colocadas en el otro platillo necesarias para equilibrar la balanza; puesto que el objeto y las pesas son atraídos con la misma intensidad por la gravedad local, el resultado es independiente de ésta, de modo que se obtendría el mismo resultado al nivel del mar (donde la intensidad gravitatoria es mayor) que en la cima de una alta montaña o en la Luna. En la Tierra en condiciones normales de gravedad, un cuerpo de 1 kg de masa pesa exactamente 1 kgf (S.T.U.) = 9,80665 N (S.I.). En cambio, si ese mismo cuerpo de 1 kg (S.I.) se pesa en la Luna, con un dispositivo de muelle elástico, dará un peso de 0,1666 kpf (S.T.U.), ya que la intensidad gravitatoria en la Luna es la sexta parte de la terrestre.